# Polemio Silvio
Polemio Silvio (fl. en el siglo V) fue el autor de un calendario juliano que intentaba integrar las festividades romanas tradicionales con los nuevos festivos cristianos. Su calendario, también llamado laterculus o fasti, está fechado en torno al 448–449. Estuvo activo en el sudeste de la Galia.

## Vida y obra
Polemio se encontraba entre la élite cultural cristiana que trabajaba en la burocracia imperial en la Galia bajo el reinado de Valentiniano III. Era amigo de Hilario de Arlés. La Crónica Gálica de 452, año 438, se refiere a él calificándolo de "perturbado mental."
Polemio fue asignado a Euquerio de Lyon, obispo de Lyon (antiguo Lugdunum) y elaboró un calendario para él. Dado que los días festivos cristianos fijos eran todavía poco numerosos, Polemio se enfrentó al desafío de satisfacer las convenciones sobre los festivos designados del calendario romano tradicional y por otra parte "desinfectarlo" del culto imperial y de otras festividades consideradas ahora "paganas." A pesar de que el Calendario de Filócalo de 354 había registrado las fiestas religiosas tradicionales de una forma un poco libre, en tiempos de Polemio el estado cristiano había en empezado a legislar en contra de otras religiones para separar la tradición religiosa romana de la cultura y de la vida cívica del imperio. Polemio, que seguramente había consultado el Calendario of Filócalo, rellenó los huecos existentes con indicadores meteorológicos y estacionales y con los "días egipcios", que eran días considerados poco propicios para embarcarse en nuevas empresas o para ciertos tipos de procedimientos médicos. Beda se encontrabe entre aquellos que recabaron información de él.
En el calendario de Polemio, la palabra ludi, "juegos" en latín, más concretamente las representaciones teatrales, mientras que circenses se usa para las carreras de cuadrigas. Su obra ofrece ejemplos representativos del vocabulario galorromance, variaciones regionales del latín y palabras que han perdurado del idioma galo.

## El calendario
El formato usado Polemio seguía por lo general las convenciones de los calendarios romanos, estando los días dispuestos en columnas paralelas debajo del nombre del mes y cada día con una anotación en una línea aparte. La columna 1 enumera los días del mes. La columna 2 designa los días especiales, no solo festividades tradicionales romanas y cristianas, sino también los cumpleaños de los emperadores y los días en los que cónsules y pretores fueron nombrados. La columna 3 da las condiciones del clima; el tratado de Columela del siglo I sobre la agricultura pudo haber influenciado la inclusión de referencias al tiempo. Polemio también proporcionó información a raíz de investigaciones propias, tales como los cumpleaños de Cicerón, Virgilio, y una Faustina que fue la esposa divinizada (diva) de un emperador romano de la dinastía Antonina.
Debido a que el calendario romano ha servido tradicionalemente a una función didáctica, el laterculus de Polemio proporciona varias tablas y listas adicionales presentadas cronológicamente mes a mes:
- emperadores y usurpadores;
- las provincias romanas;
- nombres de animales, distribuidos a lo largo de dos meses;
- una tabla para calcular las fechas de los ciclos pascuales y la fases lunares (no conservado);
- edificios y topografía de la Antigua Roma;[20]
- fabulae poeticae ("cuentos de poetas");
- un breviario de la historia de Roma;
- "un registro de voces animales";
- pesos y medidas;
- métricas de poesía (no conservado);
- un compendio de sectas filosóficas (no conservado).

Solo se conocen fragmentos sueltos de las sinopsis de las introducciones. Para cada mes el calendario también ofrece los equivalentes de los nombres en hebreo, egipcio, ateniense y griego.

## Lista de provincias
Polemio Silvio también elaboró una lista de provincias romanas, que Otto Seeck añadió a su edición de la Notitia Dignitatum. La lista es famosa porque enumera seis provincia en la Britania romana: la sexta es la cuestionable "provincia Orcadas".